# Produzione additiva
La produzione additiva o manifattura additiva o processo additivo o produzione a strati (in inglese: Additive Manufacturing, o AM) è un processo industriale impiegato per fabbricare oggetti partendo da modelli 3D computerizzati, aggiungendo uno strato sopra l'altro, in opposizione alle metodologie tradizionali di produzione sottrattiva (fresatrici o torni), che partono da un blocco di materiale dal quale vengono rimossi meccanicamente trucioli. 
Alcuni esempi di tecnologie additive sono la stereolitografia, la modellazione a deposizione fusa o la sinterizzazione laser.
Con il termine produzione additiva ci si riferisce non solo alla specifica tecnologia di fabbricazione (Stampa 3D), ma per estensione a tutte le implicazioni aziendali legate a questo tipo di manifattura che ricadono su aspetti economici, finanziari, logistici, strategici.